# Bad Biology
Bad Biology és una pel·lícula estatunidenca dirigida per Frank Henenlotter, estrenada el 2008.

## Argument
Un home i una dona genèticament modificats busquen el gran amor cadascun pel seu costat. S'acaben trobant i és l'immediat enamorament. Se'n seguirà una boja i llarga nit amb repercussions catastròfiques.< Jennifer (Charlee Danielson) té set clitoris coneguts (va començar a menstruar als cinc anys, i dona llum a una criatura mutant dues hores després de cada contacte sexual. Cap home ha estat capaç de satisfer-la, i descarta tota descendència d'ella. Batz (Anthony Sneed), té penis vagina-addicte amb una ment pròpia, que està creixent fora de control.

## Desenvolupament
Henenlotter i Rugged Man van escriure el guió junts. Henenlotter feia de director i Rugged Man de productor. Gabe Bartalos va crear els efectes especials, ha fet efectes en altres quatre pel·lícules amb Henenlotter. La partitura original va ser fet per Josh Glazer amb l'acompanyament per part del guanyador del Grammy Prince Paul i Vinnie Paz de Jedi Mind Tricks va ajudar a finançar-la. La pel·lícula és protagonitzada per Charlee Danielson amb cameos de J-Zone, Wu-Tang, Remedy, Penthouse Pet, Krista Ayne, Reef the Lost Cauze, Staff Sergeant, el director James Glickenhaus, i la model Playboy Jelena Jensen.

## Sortida
Es va estrenar al Festival de Cinema de Philadelphia de 2008 on Henenlotter rebia el premi  Phantasmagoria . El 13 de febrer de 2010 Flix Rar venia les primeres còpies del DVD

## Repartiment
- Charlee Danielson: Jennifer.
- Anthony Sneed: Batz.
- Krista Ayne.
- Jelena Jensen.